# Българомани
Българомани е термин, използван за хора с небългарски етнически произход, приели българщината като своя национална ориентация. Така терминът е синонимен на българеещи се.
В Северна Македония термините българомани или българофили (на македонски бугаромани, бугарофили или бугараши) обикновено се използват в негативен контекст като паралелни на гъркомани и сърбомани, за да се обозначат македонските българи, незагубили връзката си с българщината.
В Гърция „българеещи се“ или „българомислещи“ (βουλγαρίζοντες, вулгаризодес) са термини, с които се обозначават „славяногласните елини, поддали се на българската пропаганда в Македония“ – тоест македонските българи.